# Maria voll der Gnade
Maria voll der Gnade (engl. Originaltitel: Maria Full of Grace, span. Maria, llena eres de gracia) ist ein spanischsprachiger Spielfilm aus dem Jahr 2004. Regie bei dem mehrfach preisgekrönten Drama führte der US-Amerikaner Joshua Marston, der auch das Drehbuch schrieb. Die US-amerikanischen Produktionsfirmen HBO Films, Journeyman Pictures und Santa Fe Productions produzierten den Film gemeinsam mit dem kolumbianischen Proyecto Tucan. Der Titel ist ein Zitat aus dem katholischen Ave Maria.
Catalina Sandino Moreno spielt in Maria voll der Gnade eine kolumbianische Jugendliche, die per Bodypacking Drogen in die USA schmuggelt.

## Handlung
Die 17-jährige Kolumbianerin Maria verdient ihren Lebensunterhalt als einfache Arbeiterin in einer Blumenfabrik. Das attraktive Mädchen versucht aus der Tristesse ihres Alltagslebens auszubrechen. Von ihrer Großmutter und ihrer älteren Schwester Diana missverstanden, fängt sie eine Liaison mit ihrem Arbeitskollegen Juan an. Maria wird schwanger, erfüllt in der Fabrik die Quoten nicht mehr und übergibt sich auf die Rosen, die sie entdornen soll. Vom Vorarbeiter denunziert, kündigt sie ihre Arbeit in der Fabrik, was ihr den Zorn ihrer Großmutter und ihrer Schwester einbringt, da das einzige regelmäßige Einkommen wegfällt und Maria die Medikamente für Dianas krankes Baby bezahlen muss. Die Kündigung bringt ihr jedoch Respekt in ihrem Freundeskreis um Juan und ihrer Arbeitskollegin und besten Freundin Blanca ein. Als sie Juan von ihrer Schwangerschaft erzählt, bietet er ihr daraufhin an, sie zu heiraten. Doch Maria will nicht im zehnköpfigen Haushalt ihres Freundes leben, während Juan sich weigert, als Mann im Zuhause seiner zukünftigen Frau einzuziehen. Zudem liebt weder sie ihn noch er sie. Das Schicksal ihrer Schwester vor Augen, die ihr Kind alleine großzieht, plant Maria, bei einer Freundin in der Hauptstadt Bogotá nach Arbeit zu suchen. Doch auf dem Weg dorthin trifft sie Franklin, den sie flüchtig kennt. Der junge Mann macht ihr Komplimente und imponiert ihr. Er bietet ihr einen Job als „Maultier“ an: Maria soll in ihrem Körper Kokain in die USA schmuggeln. Ihre anfänglichen Bedenken kann Franklin zerstreuen. Er macht sie mit dem Drogenschmuggler Javier bekannt. Javier gefällt Maria. Schon beim ersten Gespräch bietet er ihr einen Vorschuss an. Sie soll die Drogen nach New Jersey transportieren. Auf dem Weg zurück nach Hause macht Maria die Bekanntschaft mit Lucy, die bereits zwei Transporte in die USA gemacht hat. Lucy hatte es nach New York gezogen, um ihre Schwester zu besuchen, die sie schon seit vier Jahren nicht mehr gesehen hat, doch sie hat es bisher nur zu deren Haustür geschafft.
Marias Vorschuss geht in die Medikamente ihrer kleinen Nichte. Die Herkunft des Geldes und ihre neue Arbeit verheimlicht sie ihrer Familie und ihrer besten Freundin Blanca, doch diese ahnt von der lukrativen Arbeit. Auch sie hat zugesagt, als Maultier zu arbeiten, um ihrer Familie ein Haus kaufen zu können. Lucy bereitet die beiden auf den Flug vor. Maria soll 24 Stunden vor dem Abflug nichts essen. Zwischen 60 und 70 Rauschgiftpäckchen soll sie transportieren. Es besteht Lebensgefahr, da das Kokain einen töten kann, falls sich ein Päckchen im Verdauungstrakt öffnet.
Im Hinterzimmer einer Apotheke erhält Maria Medikamente, die ihre Verdauung verlangsamen. Sie schluckt nach ersten erfolglosen Versuchen fünfzig Päckchen. Javier gibt ihr 800 Dollar Bargeld, einen Pass, den Namen des Hotels, in dem sie eine Woche verbringen wird und die Flugtickets. Er droht ihr, dass er ihrer Familie etwas antun könnte, falls sie die Dealer betrügt.
Maria besteigt das Flugzeug gemeinsam mit Blanca, Lucy und einem weiteren Kurier, um das Risiko einer Festnahme zu verteilen. Bald hat sie mit Problemen zu kämpfen. Ihre Verdauung stößt mehrere der Rauschgiftpäckchen ab und Maria muss sie erneut auf der Flugzeugtoilette herunterschlucken. Auch Lucy hat auf ihrem dritten Flug Probleme. Sie leidet unter Schweißausbrüchen und fühlt sich nicht gut. Maria versucht sie zu beruhigen. Ein weiteres Problem ergibt sich, als Maria feststellen muss, dass sie die Adresse des New Yorker Hotels vergessen hat. Lucy hilft ihr und notiert ihr die Anschrift ihrer Schwester.
Auf dem John F. Kennedy International Airport angekommen, gerät Maria ins Visier der Flughafenpolizei. Zwar macht sie sich Lucys Geschichte um die Schwester zu eigen, doch die US-Behörden glauben ihr nicht. Während ein Kurier den Fahndern ins Netz geht, bewahrt Marias Schwangerschaft sie vor einer Röntgenaufnahme, die sie als Drogenschmugglerin entlarven würde. Kurz darauf wieder freigelassen, wird Maria von den US-amerikanischen Kontaktmännern Javiers in Empfang genommen, die Blanca, Lucy und sie in ein Hotelzimmer bringen. Lucys Zustand verbessert sich nicht. Offensichtlich ist eines ihrer Päckchen geplatzt. Später wird sie von den beiden Drogenschmugglern weggeschafft. Als Maria im Badezimmer dann jede Menge Blut entdeckt, flüchtet sie mit Blanca und den Drogen aus dem Hotelzimmer. Sie machen sich auf den Weg zu Lucys Schwester Carla nach Queens, wo sie jedoch vor verschlossener Tür stehen. Es kommt zum Streit zwischen den beiden Mädchen. Blanca verschwindet, und nur Maria trifft nach Stunden des Wartens auf die Schwester und ihren Mann. Über die Begleitumstände ihres Besuches lässt Maria das Paar im Unklaren. Sie darf einige Tage in der engen Wohnung der Familie übernachten; einen Tag später stößt auch Blanca zu ihnen. In Kolumbien haben sich die Drogenhändler noch nicht bei Marias Familie gemeldet, wie sie erleichtert erfährt.
Maria zieht gegen den Willen Blancas Don Fernando ins Vertrauen, der auf Carlas Geheiß hin den beiden Mädchen Arbeit beschaffen soll. Es kommt erneut zum Streit zwischen den beiden, Maria erkundet allein New York und geht schließlich zu einer spanischsprachigen Frauenärztin. Es ist der erste Ultraschall, den Maria machen lässt. Sie kann den Herztönen des Babys lauschen, es hat keinen Schaden genommen. Wenig später aber erfährt sie durch Don Fernando von einem Leichenfund, man hat die an der Überdosis verstorbene Lucy mit aufgeschnittenem Magen gefunden. Maria wagt es nicht, Carla über den Tod ihrer Schwester zu informieren. Diese genießt das Leben in den USA und gesteht, sich nicht vorstellen zu können, ihr Kind in Kolumbien aufzuziehen. Als Carla wenig später von Don Fernando über den Tod von Lucy informiert wird, kommt es zum Zerwürfnis zwischen den Frauen. Daraufhin liefern Maria und Blanca die Kapseln vollzählig bei Javiers Kontaktmännern ab, die den Mädchen genervt ihren Lohn übergeben, den von Lucy jedoch trotz Marias Einspruch einbehalten. Maria nimmt kurze Zeit später an der von ihr mitfinanzierten Beerdigung ihrer verstorbenen Freundin teil, wo sie erneut auf die fassungslose Carla trifft, die nicht glauben kann, dass sie sich von Lucy so entfremden konnte. Auf dem New Yorker Flughafen besteigt schließlich nur Blanca die Maschine zurück nach Kolumbien. Maria nimmt sich die Worte Carlas zu Herzen, verabschiedet sich von ihrer Freundin und beschließt, in den USA ein neues Leben zu beginnen.

## Entstehungsgeschichte
Regisseur Joshua Marston verwirklichte mit Maria voll der Gnade seinen ersten Spielfilm. Bis dahin hatte er nur 1999 einen Kurzfilm veröffentlicht. Er sprach in New York mit kolumbianischen Einwanderern und erfuhr die Geschichte einer jungen Frau, die als „Maultier“ Drogen in die USA schmuggelte. Seine weitere Recherche fand in Gefängnissen mit Betroffenen und mit Angestellten der Drug Enforcement Agency sowie mit Angestellten am Flughafen von Los Angeles statt. Das Leben von jugendlichen Mädchen in Kolumbien und Ecuador wollte er kennenlernen, indem er in die Länder reiste und dort Ansässige interviewte. Als er das Drehbuch fertiggestellt hatte, zeigte er es einigen US-amerikanischen Produktionsfirmen, die zwar davon begeistert waren, weniger aber davon, dass es auf Spanisch war. Erst beim Pay-TV-Sender HBO fand er einen Produzenten.
Das Casting in Lateinamerika machte dem Regisseur Schwierigkeiten, da die erfahrenen Schauspieler dort vor allem in Seifenopern mitspielen und eine dementsprechend übertrieben dramatische Spielweise aufwiesen. Nachdem man hunderte junge Frauen gecastet hatte, sprach die damals einundzwanzigjährige Catalina Sandino Moreno vor, die noch keine Schauspielerfahrung hatte, und erhielt die Rolle, da sie dem Bild entsprach, das Joshua Marston von Maria hatte.
Gedreht wurde vom 4. August bis 8. September 2003 im 35-mm-Format und teilweise mit Handkamera. Die in Kolumbien, aber nicht in Bogotá spielenden Szenen drehte man in Ecuador. Ursprünglich wollte man die Szenen in Kolumbien filmen, doch aufgrund der parallel stattfindenden Präsidentschaftswahlen machte eine Versicherung Schwierigkeiten, sodass man nach Ecuador auswich.

## Rezeption

### Umsatz
Am 18. Januar 2004 war der Film auf dem Sundance Film Festival zu sehen, das als bedeutendstes Festival für Independentfilme gilt. Im folgenden Februar war er im Wettbewerb der Internationalen Filmfestspiele von Berlin 2004 zu sehen. Er wurde in der folgenden Zeit auf zahlreichen weiteren Filmfestivals gezeigt. Am 2. April des Jahres kam Maria voll der Gnade in die kolumbianischen Kinos und wurde dort bis Dezember 2005 rund 315.000 mal gesehen. Der US-amerikanische Kinostart erfolgte am 16. August. Dort konnte der Film ein Einspielergebnis von circa 6,5 Millionen US-Dollar verzeichnen. Weltweit soll der Low-Budget-Film 12,5 Millionen US-Dollar eingespielt haben.
Während Maria voll der Gnade in den Kinos der Schweiz (circa 56.500 Besucher), Österreichs (circa 4.600) und Frankreichs (circa 300.000) bereits zwischen August und Dezember 2004 anlief, war der Film in den deutschen Kinos erst ab dem 21. April 2005 zu sehen. In Deutschland wurde er ungefähr 80.000 mal gesehen.

### Kritik
Fast alle Kritiker nahmen Maria voll der Gnade positiv auf. Vor allem die Hauptdarstellerin und der Regisseur bekamen viel Anerkennung für die realistische Aufarbeitung des Themas. Roger Ebert schrieb in der Chicago Sun-Times vom 30. Juli 2004, Maria voll der Gnade sei eine „außergewöhnliche Erfahrung aus vielen Gründen, darunter seltsamerweise die Bereitschaft, gewöhnlich zu sein.“
Auch deutschsprachige Kritiker lobten den Film. Beispielsweise meinte der film-dienst: „Dank seiner immens ausdrucksfähigen Hauptdarstellerin und der selbstsicheren, auf dramatische Effekte verzichtenden Inszenierung erreicht der Film sein Ziel der Humanisierung einer hochpolitischen Situation.“ Die Zeitschrift nannte den Film einen Kinotipp der katholischen Filmkritik.

## Auszeichnungen
Auf dem Sundance Film Festival war der Film für den Großen Preis der Jury nominiert und erhielt den Publikumspreis. Bei den Internationalen Filmfestspielen von Berlin 2004 wurde Joshua Marston mit dem Alfred-Bauer-Preis und Catalina Sandino Moreno gemeinsam mit Charlize Theron (für Monster) mit dem Silbernen Bären als Beste Darstellerin ausgezeichnet. Auf dem São Paulo International Film Festival 2004 gewann der Film den Preis der internationalen Jury, auf dem Seattle International Film Festival gewann Catalina Sandino Moreno den Darstellerinnenpreis, auf dem Newport International Film Festival bekam der Film den Jury-Preis, auf dem Los Angeles IFP/West Film Festival den Publikumspreis und auf dem Festival des amerikanischen Films in Deauville den Publikumspreis, den Kritikerpreis und den großen Spezialpreis.
Bei der Oscarverleihung 2005 war Catalina Sandino Moreno als Beste Hauptdarstellerin nominiert. Damit war sie die erste Kolumbianerin, die eine Nominierung für den Academy Award erhielt, und die erste Schauspielerin für eine Rolle, die ausschließlich Spanisch spricht. Der Film wurde zwar auch als Kolumbiens Einsendung für eine Oscar-Nominierung als Bester fremdsprachiger Film in Betracht gezogen, wurde aber als zu un-kolumbianisch eingestuft und zurückgezogen. Stattdessen sandte man José Antonio Dorados El Rey ein.
Für den Europäischen Filmpreis erhielt der Film eine Nominierung in der Kategorie Bester nicht-europäischer Film. Independent Spirit Awards gewannen Catalina Sandino Moreno als Beste Hauptdarstellerin und Joshua Marston für das Beste Drehbuchdebüt. Zusätzlich war der Film in den Kategorien Beste Regie, Bester Film und Beste Nebendarstellerin (Yenny Paola Vega) nominiert. Bei den Online Film Critics Society Awards war der Film in den Kategorien Bester Newcomer – Darstellung (Sandino Moreno), Bester Newcomer – Filmemacher (Marston) und Bester fremdsprachiger Film nominiert. Sandino Moreno wurde mit dem Preis gekürt. Man ehrte sie auch mit dem Premio ACE, einem Preis für lateinamerikanische Filme, und mit vielen weiteren Auszeichnungen, so etwa mit dem Breakthrough Award bei den Gotham Awards. Den Los Angeles Film Critics Association Award als Bester Nachwuchs erhielten Marston und Sandino Moreno. Letztere war auch für den Screen Actors Guild Award nominiert.